# Neoclytus conjunctus
Neoclytus conjunctus là một loài bọ cánh cứng trong họ Cerambycidae.